# トプコン
株式会社トプコン（TOPCON CORPORATION）は、日本の光学機器メーカー。眼科関連の医療機器や測量機器等に強みを持つ。旧社名は東京光学機械株式会社（とうきょうこうがくきかい）で、本社は東京都板橋区。東京証券取引所プライム市場上場（証券コード：7732）。
4年連続 デジタルトランスフォーメーション銘柄に選定、「DXグランプリ2023」に選出

## 概要
- 1960年（昭和35年）以降2015年（平成27年）9月までは東芝の関連会社であり、同年3月時点で同社が発行済み株式の30.13%を保有していた。
- 元は光学兵器開発・製造のため、帝国陸軍が関与して1932年（昭和7年）9月1日に設立された。
  - 主に陸軍向けの火砲・銃の照準眼鏡（狙撃眼鏡）や、戦闘機・爆撃機用の射撃照準器・爆撃照準器を供給していた。当時、設立に海軍が関わっていた日本光学工業（現・ニコン）とともに軍需光学機器製造の双璧として「陸のトーコー・海のニッコ－」とも称されていた[2][3]
- かつてはカメラメーカーとしても有名な存在だったが、1981年（昭和56年）に一般向けカメラ市場からは撤退している。
- 現在は「医・食・住」に関する社会的課題をDXで解決するグローバル・ソリューションプロバイダーとして
  - 医(ヘルスケア) ：眼健診(スクリーニング)の仕組みづくりによる眼疾患の早期発見
  - 食(農業) ：「農業の工場化」による食糧の安定的な生産
  - 住(建設) ：「建設工事の工場化」による安心・安全で住みやすい街づくり

に貢献するDXソリューションビジネスを推進　している。

## 沿革
- 1932年 - 服部時計店精工舎（現・セイコー）の測量機部門を母体とし、東京光学機械株式会社（東京光学）を創立。本社は東京府東京市京橋区銀座4丁目2番地、工場は東京市豊島区及び滝野川区。
  - 陸軍造兵廠東京工廠（東京第一陸軍造兵廠）・日本光学（現・ニコン）・高千穂光学工業（現・オリンパス）・東京芝浦電気（現・東芝）・富岡光学器械製作所（後の京セラオプテック）・榎本光学精機（現・富士フイルム[4]）などとともに主に日本軍の光学兵器を開発・製造する。
- 1933年 - 東京市板橋区志村本蓮沼町180番地に本社工場を移転。
- 1945年 - 第二次世界大戦終戦により、主に民生品開発に転換。双眼鏡、測量機、カメラ、顕微鏡などを製造する。
- 1949年 - 東京証券取引所・大阪証券取引所に上場。
- 1951年 - オートレフラクトメーターを発売(初の眼科医療向け機器)
- 1960年 - 東芝の関連会社となる。
- 1986年 - 東京証券取引所・大阪証券取引所第1部に指定替えとなる。
- 1989年 - 社名を株式会社トプコンに変更。
- 1994年 - 米Advanced Grade Technology社を買収。マシンコントロール事業に進出。
- 2000年 - 米Javad Positioning Systems Inc.を買収。精密GPS受信機を販売開始。
- 2008年 - 測量機器メーカーのソキア（現・ソキア・トプコン）の発行済み株式を全株取得し、傘下におさめる。
- 2009年 - 大阪証券取引所上場廃止。
- 2010年 - 米Opti Medica社の一部事業を買収。眼科レーザー治療分野に本格参入。
- 2012年 - 旧ファインテック事業部(産業用光学機器部門)を、株式会社トプコンテクノハウスに集約。
- 2015年 - 東芝グループが保有株式を売却し、東芝の関連会社でなくなる。
- 2017年 - アイケアIoTビジネスの推進拠点として、Topcon Healthcare Solutions, Inc.をアメリカ、ニュージャージー州に設立
- 2018年 - BIM向けソフトウエア会社であるアメリカのClearEdge3D, Inc.を買収
- 2018年 - 糖尿病網膜症AI自動診断システムIDx-DRが自律型AI診断システムとしては世界で初めてFDA(米食品医薬品局）の認証取得
- 2018年 - 茨城県行方市に国内4拠点目となる「関東トレーニングセンタ」を開設
- 2018年 - 舗装施工向けソフトウェア会社、ThunderBuild Group BVを買収
- 2018年 - いぶき2号（温室効果ガス観測技術衛星：GOSAT-2)に雲・エアロゾルセンサ2型（CAI-2)を搭載
- 2019年 - 中国のヘルスケア事業拠点として、Topcon (Beijing) Medical Technology Co., Ltd.を設立
- 2019年 - 世界初、回転式レーザースキャナーを搭載したトータルステーション　GTL-1000を発売
- 2020年 - 日本・アジア市場におけるポジショニングビジネスの統括会社として、（株）トプコンポジショニングアジアを東京都板橋区に設立

## 事業内容

### ポジショニングビジネス
- 測量システム
- GPS測量システム
- レーザー測量機器
- 土木施工システム
- 画像計測システム
- 3Dマッピングシステム
- マシンコントロール機器
- 精密農業システム

### アイケアビジネス
- 眼科検査装置
- 眼科診断装置
- 眼科治療装置
- 眼鏡店向け視力検査装置
- 眼鏡店向け測定装置
- 眼鏡店向けレンズ加工装置

## 事業所
- 本社 - 東京都板橋区

その他事業所、及び工場は主にグループ企業が展開している。

## 関連会社

### 国内
- 株式会社トプコンポジショニングアジア
- 株式会社トプコンソキアポジショニングジャパン - 東京都板橋区
- 株式会社トプコンメディカルジャパン - 東京都板橋区
- 株式会社トプコン・エシロールジャパン
- 株式会社トプコン山形 - 山形県山形市
- 株式会社オプトネクサス - 福島県田村市
- 株式会社トプコンジーエス - 東京都板橋区

### 海外
北米地区
- Topcon America Corporation
- Topcon Positioning Systems, Inc.
- ClearEdge3D, Inc.
- Topcon Healthcare, Inc.
- Topcon Medical Systems, Inc.
- Topcon Healthcare Solutions, Inc.
- Topcon Agriculture Canada, Inc.
- Topcon Canada, Inc.

ヨーロッパ・中東・アフリカ地区
- Topcon Europe B.V.
- Topcon Europe Positioning B.V.
- Topcon Agriculture S.r.l.
- Topcon Deutschland Positioning G.m.b.H.
- Topcon Electronics GmbH & Co. KG
- Topcon Positioning France S.A.S.
- Topcon Precision Ag Europe S.L.
- Topcon Positioning Spain, S.L.U.
- Topcon Positioning Portugal, L.D.A.
- Topcon Positioning Canarias, S.L.U.
- Topcon Positioning Italy s.r.l.
- Topcon Positioning (Great Britain) Ltd.
- Topcon Technology Ltd.
- Tierra S.p.A.
- Topcon Mirage Technologies S.L.
- Topcon Technology Finland Oy
- Topcon Positioning Belgium BV BA
- Topcon Positioning Middle East and Africa FZE
- Topcon Precision Agriculture Africa Pty Ltd
- Topcon Europe Medical B.V.
- Topcon Danmark
- Topcon Deutschland Medical GmbH
- Topcon Scandinavia A.B.
- Topcon France Medical
- Topcon España S.A.
- Topcon Ireland Medical
- Topcon Italy
- Topcon (Great Britain) Medical Ltd.
- Topcon Polska Sp. Zo. o.
- VISIA Imaging S.r.l.
- Topcon Healthcare Solutions EMEA Oy

アジア・オセアニア地区
- Topcon Positioning Asia (Malaysia) Sdn. Bhd.
- Topcon Instruments (Malaysia) Sdn. Bhd.
- Topcon Singapore Positioning Pte. Ltd.
- Topcon Singapore Medical Pte. Ltd.
- Topcon Positioning Asia (Thailand) Co., Ltd.
- Topcon Instruments (Thailand) Co., Ltd.
- PT. Weeo Solutions Frontier
- Topcon Sokkia India Pvt. Ltd.
- Mehra Eyetech Pvt. Ltd.
- Topcon Optical (H.K.) Ltd.
- Topcon Optical (Dongguan) Technology Ltd.
- Topcon (Beijing) Medical Technology Co., Ltd.
- Shanghai Topcon-Sokkia Technology & Trading Co., Ltd.
- Topcon Sokkia Positioning Korea Co., Ltd.
- TOPCON KOREA MEDICAL Co., Ltd.
- Topcon Precision Agriculture Pty Ltd.
- Topcon Positioning Systems (Australia) Pty Ltd.
- Topcon Healthcare Solutions Australia Pty Ltd.